# Bella Dutton
Marie Celine Isabela Dutton, coneguda com a Bella Dutton o Isabela Dutton de Pons (Les Cayes, Haití, 2 de desembre de 1899 - Laren, 22 de maig de 1982) va ser una tennista de nacionalitat britànica nascuda a Haití i instal·lada amb la seva família a Barcelona, pionera del tennis femení català i cinc vegades campiona d'Espanya (1926, 1928, 1931, 1932, 1933).
Pertanyent al Reial Club de Tennis Barcelona, aleshores Lawn Tennis Club del Turó, estigué activa com a jugadora en els anys 1920 i 1930. Va ser també una de les primeres dones esportistes a Espanya a implantar els pantalons curts per jugar a tennis a principi dels anys 1930.

## Biografia
Filla d'Ernst Louis Dutton i Thérèse Gerdes, va néixer a Los Cayos, Haití, el 2 de desembre de 1899. Amb pocs anys es va traslladar amb la seva família primer a Suïssa i més tard a Barcelona. Parlava francès com a primera llengua, anglès i espanyol. En el seu moment va tenir molts seguidors formant part de l'elit dels circuits de tennis. Era amiga dels anomenats Les Quatre Mousquetaires: Borotra, Cochet, Brugnon i Lacoste.

### Trajectòria esportiva
Va començar a practicar el tennis a principis de la dècada de 1920. Tenia unes altres dues germanes també tennistes: Monna i Germaine Dutton. Al 1924 la Federació regional va publicar la classificació oficial de tennis de Catalunya i l'ordre en la primera categoria en la qual Bella ocupava el cinquè lloc després de María Luisa Marnet, Isabel Fonrodona, Rosa Torras i J. de Vizcaya.
Dos anys després, el 1926, va guanyar el seu primer campionat d'Espanya en categoria individual vencent en un ajustat partit a Carola Fabra per 6/8, 6/1, 6/1. Va revalidar el títol unes altres quatre vegades: el 1928, vencent Mari Cruz López Lerena per 6/3 i 6/1, i els anys 1931, 1932, 1933. També va ser dues vegades campiona d'Espanya en dobles amb Rosa Torras (1931) i amb Mari Cruz López Lerena (1932), amb la qual també va aconseguir tres subcampionats (1928, 1933, 1934).
El 1933 Bella Duton va participar i va guanyar el campionat internacional del Club de Puerta de Hierro a Madrid, en què van participar reconegudes tennistes d'altres països, entre les quals l'alemanya Stein. Va aconseguir aquesta victòria una setmana abans de revalidar per última vegada el seu títol nacional.
També va participar el 1934 en la segona edició dels campionats internacionals de Madrid en els quals competien només tres espanyoles: Pepa Chávarri, Isabel "Bely" Maier i Bella Dutton. Bely Maier es va imposar en la final a Bella Dutton. Totes dues havien aconseguit imposar-se a totes les seves rivals europees entre les quals hi havia les italianes Ucci Manzutto i Elsa Riboli, les franceses Simone Iribarne i Jeanne Peyré, de Baiona, a més de la francesa d'origen rus Ida Adamoff.
Va participar en els tornejos de Roland Garros i Wimbledon.

### Vida personal
Es va casar amb Alejandro Pons Comella. Un cop divorciada, al 1934 es va retirar del tennis i va traslladar la seva residència a Londres, on treballaria per al dissenyador de moda Norman Hartnell sent entre altres coses la ajustadora de barrets de la Reina mare i de la llavors Princesa Elizabeth. Després seguí la seva neboda i el seu marit a Montevideo, primer, i a Holanda, després, on moriria, a edat avançada.

## Introductora dels pantalons curts en el tennis femení espanyol
També en el tennis, igual que en altres esports com l'hoquei o l'atletisme, en els quals s'imposava el canvi de vestuari amb roba més còmoda, les teles es van anar escurçant i ajustant. El 1921 la cèlebre tennista francesa Suzanne Lenglen ja havia revolucionat el vestuari femení del tennis fent servir en el tornejos de Roland Garros i Wimbledon una faldilla lleument per sota del genoll i mostrant els braços. L'efecte Lenglen va portar a escurçar la faldilla i buscar solucions còmodes per al joc. El 1931 per primera vegada una dona va vestir faldilla pantaló per jugar el Roland Garros i Wimbledon, l'espanyola Lilí Álvarez, amb un disseny d'Elsa Schiaparelli, i el 1933 les dones van ser autoritzades oficialment a jugar en shorts, encara que algunes tennistes ja els portaven anteriorment en alguns clubs. A Espanya Bella Dutton va ser una de les primeres tennistes a usar-los.